# Masuo Ikeda
Pour les articles homonymes, voir Ikeda.
Masuo Ikeda (池田 満寿夫, Ikeda Masuo) (né le 23 février 1934, mort le 8 mars 1997) est un peintre, illustrateur, sculpteur, céramiste, imprimeur d'estampes, romancier et réalisateur japonais originaire de la préfecture de Nagano.
Il obtient le prix Akutagawa en 1977 pour son roman Retour à la mer Égée (Ēge-kai ni sasagu, エーゲ海に捧ぐ), qu'il a adapté au cinéma deux ans plus tard.
Le musée Ikeda Masuo Art Ikeda Masuo Art Museum qui lui est consacré se trouve à Nagano.

## Publications

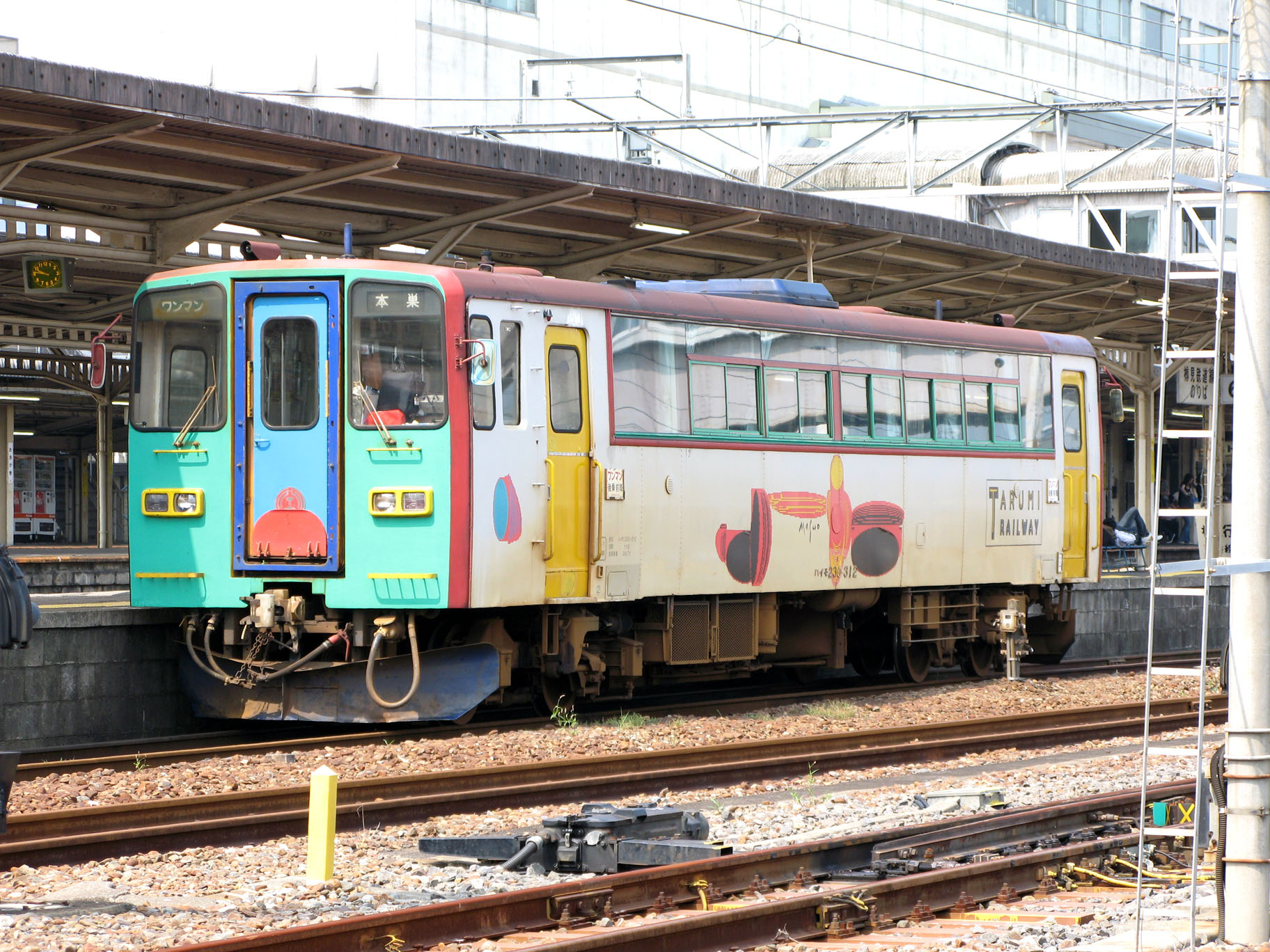
Une voiture de la ligne Tarumi décorée par Masuo Ikeda.

- Masuo Ikeda, The Dionysiac and Apollonian world of Paolo Carosone, Politaia. Tokyo, 1969.

## Filmographie

### Réalisateur
- 1979 : Anita la vicieuse (Dedicato al mare Egeo)
- 1982 : Roma dalla finestra

### Acteur
- 1985 : Hitohira no yuki (ひとひらの雪?) de Kichitarō Negishi